# Johannes Georg Bednorz
Johannes Georg Bednorz (* 16. května 1950 v Neuenkirchen) je fyzik pracující v laboratořích IBM. Podílel se na objevu vysokoteplotní supravodivosti, za což roku 1987 spolu s Karlem Alexanderem Müllerem získal Nobelovu cenu za fyziku.
Jeho rodina pochází ze Slezska, které musela po 2. světové válce opustit a usadila se v Německu. V roce 1968 začal studovat mineralogii na Univerzitě v Münsteru. Poté, co chvíli pracoval v laboratořích IBM v Curychu, začal studovat na ETH Curych. V roce 1982 se vrátil do laboratoří IBM a přidal se k výzkumu supravodivosti vedeném Karlem Alexanderem Müllerem.
V roce 1983 se tito dva soustředili na elektrické vlastnosti keramických materiálů a v roce 1986 se jim podařilo navodit supravodivé vlastnosti u materiálu LaBaCuO již při teplotě 35 K. Tento objev výrazně podnítil další výzkum v oblasti vysokoteplotní supravodivosti. V roce 1987 získal Bendorz s Müllerem Nobelovu cenu za fyziku „za průlomový objev supravodivosti v keramických materiálech“.